# 哈尔巴岭
哈尔巴岭位于吉林省延边州，是敦化东界汪清县、延吉市、安图县。为牡丹江上游与图们江支流布尔哈通河分水岭。

## 位置
南于安图县明月镇福成屯附近接牡丹岭，向北伸入到黑龙江省，于镜泊湖东接黑龙江省老爷岭。呈北东向延伸，长近150公里，宽约30公里。

## 地质
位于敦化—密山大断裂的东侧。山体岩石多为第三纪玄武岩和华力西期、燕山期花岗岩。

## 地貌
以中山、低山为主，海拔800～1200米，相对高度为300～700米，山顶平缓或浑圆，多熔岩方山。山坡低缓，山间河谷多沼泽。主要山峰有哈尔巴岭峰（1054．5米）、烟筒砬子（1022米）、北大顶子（952．4米）等。森林茂密。

## 大黑岭
其支脉大黑岭位于敦化东北部，东于牛心顶（1318米）附近与哈尔巴岭相接，西止于沙河沿附近。中生代以来构造运动频繁，第三纪晚期有大规模玄武岩流溢出，后地壳抬升，形成大片熔岩山地。山体高大，切割轻微，海拔1000～1300米，相对高度500～800米，山顶由玄武岩覆盖，平缓而开阔。以东二龙山（1194米）为中心，山文线呈放射状。